# Тайга. Курс выживания
«Тайга. Курс выживания» — российский телевизионный сериал 2002 года.

## Сюжет
Несколько человек хотят совершить перелёт в провинциальный город Северск, но плохие погодные условия не позволяют небольшим самолётам провинциального аэродрома подняться в воздух. Они находят лётчика, готового на незапланированный рейс в город, и вылетают. Среди пассажиров есть преступник. Он захватывает самолёт и заставляет пилота совершить посадку в лесу, дабы избежать преследования китайцев, у которых он украл деньги. Самолёт терпит крушение, пилот погибает, а девять пассажиров выживают. Им предстоит выжить в сложнейших условиях суровой тайги, дожидаясь помощи.

## В ролях
| Актёр              | Роль                               |
| ------------------ | ---------------------------------- |
| Борис Галкин       | Сергей Петрович (школьный учитель) |
| Елена Ксенофонтова | Наташа                             |
| Алексей Шевченков  | Александр (вор)                    |
| Кирилл Плетнёв     | Алексей                            |
| Ксения Кузнецова   | Виктория (девушка Алексея)         |
| Любовь Руденко     | Людмила Тимофеевна                 |
| Сергей Векслер     | Борис (предприниматель)            |
| Иван Добронравов   | Максим (сын Сергея Петровича)      |
| Сергей Рубеко      | Антон Николаевич (инженер)         |
| Валерий Иваков     | лётчик АН-2                        |
| Хюн Вун Ким        | эпизод                             |
| Хо Сык Бхан        | эпизод                             |
| Юрий Ким           | эпизод                             |
| Дон Чжин Чжон      | эпизод                             |
| Чон Дэ Мун         | эпизод                             |

## Награда
В 2003 году фильм получил Гран-при на кинофестивале «Сполохи».